# Cantonul Argentré-du-Plessis
Cantonul Argentré-du-Plessis este un canton din arondismentul Fougères-Vitré, departamentul Ille-et-Vilaine, regiunea Bretania, Franța.

## Comune
- Argentré-du-Plessis (reședință)
- Brielles
- Domalain
- Étrelles
- Gennes-sur-Seiche
- Le Pertre
- Saint-Germain-du-Pinel
- Torcé
- Vergéal